# Artykuły Moskiewskie (1665)
Artykuły Moskiewskie 1665 roku – porozumienie zawarte 21 października 1665 roku (lub dzień później według innych źródeł) pomiędzy hetmanem Ukrainy Lewobrzeżnej Iwanem Brzuchowieckim i carem Rosji. Brzuchowiecki przybył do Moskwy na czele licznego orszaku.
Porozumienie oddawało Lewobrzeżną Ukrainę pod kontrolę rosyjskiego cara, podstawowe ustalenia obejmowały:
- rosyjski namiestnik przejmował kontrolę nad wszystkimi siłami militarnymi kraju, administracją oraz skarbem,
- zwiększono liczbę wojsk stacjonujących na Ukrainie do 12 tysięcy oraz zobligowano kozaków do zakwaterowania i wyżywienia wojsk rosyjskich,
- ustalono garnizony rosyjskie we wszystkich większych miastach: Czernihowie, Perejasławiu, Nieżynie, Połtawie, Krzemieńczuku, Nowogrodzie Siewierskim, Ostriu, Kijowie, Kaniowie oraz na Zaporożu w twierdzy Kudak,
- ustalono opodatkowanie oraz formę przekazywania pieniędzy carowi,
- Ukraiński Kościół Prawosławny podporządkowano Patriarsze Moskwy,
- zakaz prowadzenia własnej polityki zagranicznej kozaków,
- prawa ulokowania niektórych miast zmieniono na prawo magdeburskie,
- wybór hetmana kozackiego miał być wykonywany przy udziale moskiewskiego posła i miał być akceptowany przez cara (miał osobiście stawiać się w Moskwie dla akceptacji).

Brzuchowiecki za podpisanie dokumentu otrzymał w ramach nagrody majątek ziemski nieopodal granicy z Rosją. Dokument w oczywisty sposób oddawał Ukrainę w kompletną zależność od Moskwy. Jego podpisanie spotkało się z powszechnym niezadowoleniem na Ukrainie i oporem Kozactwa. Było także jedną z przyczyn linczu na Hetmanie Brzuchowieckim.